# (19495) Terentyeva
(19495) Terentyeva est un astéroïde de la ceinture principale.

## Description
(19495) Terentyeva est un astéroïde de la ceinture principale. Il fut découvert le 23 mai 1998 à la station Anderson Mesa par le programme LONEOS. Il présente une orbite caractérisée par un demi-grand axe de 2,55 UA, une excentricité de 0,07 et une inclinaison de 15,9° par rapport à l'écliptique.

## Compléments